# Benetice (Světlá nad Sázavou)

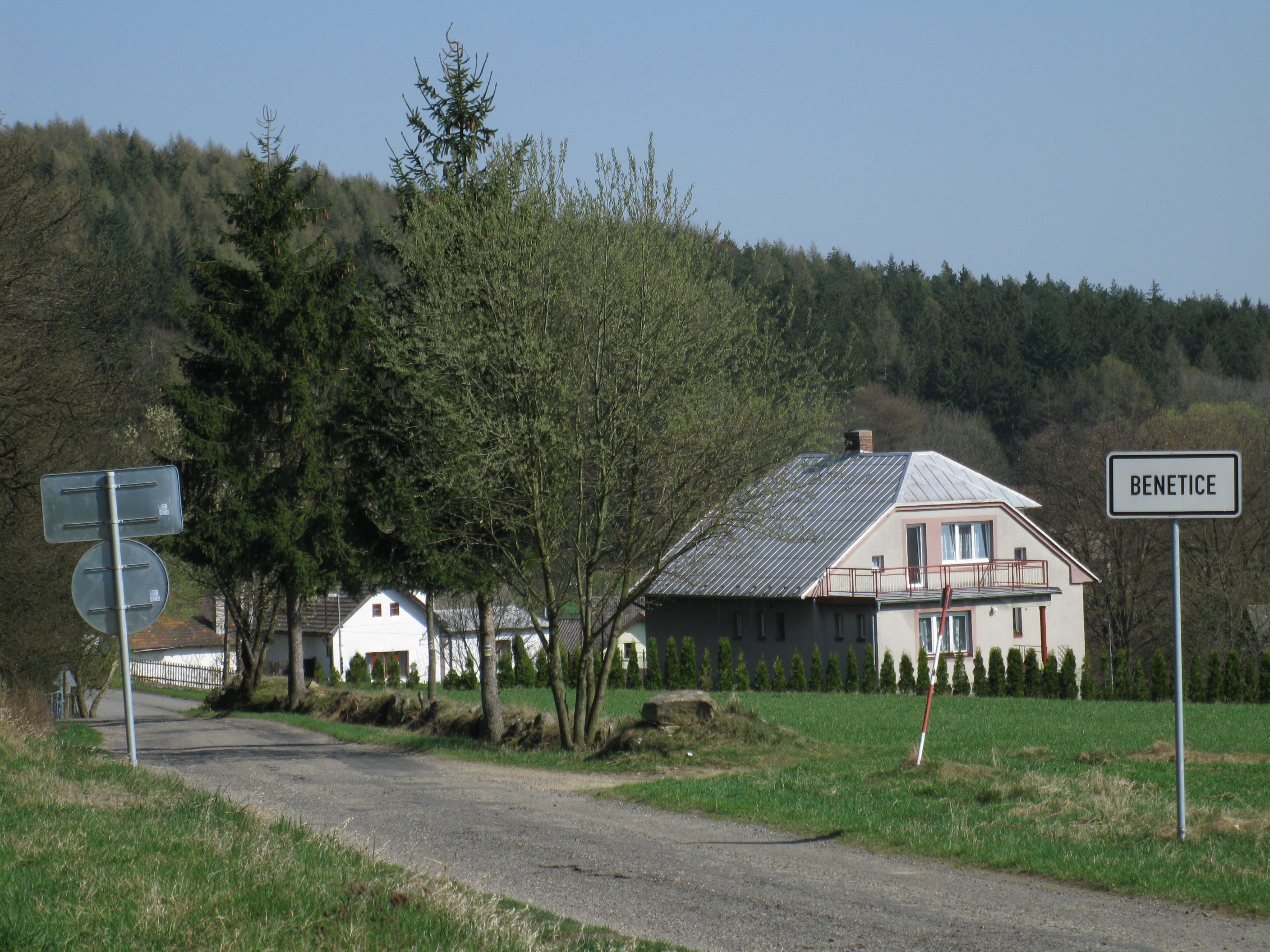
Benetice határa

Benetice a csehországi Světlá nad Sázavou egyik városrésze. Az ország középső részén, Vysočina kerületben található.
A települést már 1375-ben is említették Beneczicze néven. A városrész korábban egy üveggyárnak adott helyet, amely ma már nem működik, de több helynév még emlékeztet rá.
Beneticében egy ifjúsági tábor is működik, amely egykor úttörőtábor volt, és többek között magyar, lengyel és német gyerekek is táboroztak itt.

### Fordítás
- Ez a szócikk részben vagy egészben a Benetice (Světlá nad Sázavou) című angol Wikipédia-szócikk ezen változatának fordításán alapul.  Az eredeti cikk szerkesztőit annak laptörténete sorolja fel. Ez a jelzés csupán a megfogalmazás eredetét és a szerzői jogokat jelzi, nem szolgál a cikkben szereplő információk forrásmegjelöléseként.

### Külső hivatkozások
- Benetice honlap (cseh, angol)

1. ↑  Eva Pejcharová. „Statistika obyvatel Světlé nad Sázavou k 1. lednu 2025” (cseh nyelven).